# 鉛黃電影

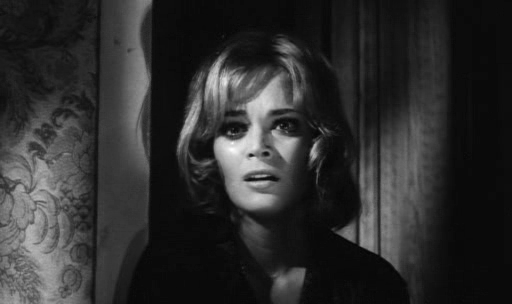
萊蒂西亞·羅曼（Letícia Román）主演的《魔眼》（1963年），被大多數評論家認為是第一部鉛黃電影

在意大利电影中，鉛黃電影（義大利語：giallo，[ˈdʒallo]；直译：「黄色」）是一种谋杀悬疑类型的作品，通常有砍杀、驚悚、心理恐怖、心理驚悚、性剥削，有时还有超自然恐怖元素。
意大利出品的这种谋杀悬疑恐怖驚悚片的特殊风格通常融合了惊悚作品的氛围与悬疑感，结合了恐怖作品的元素（如砍杀暴力）和情色性（类似于法国的类型），其中常常涉及一个神秘的杀手，直到电影的最后一幕才揭示其身份。该类型在20世纪60年代中后期至70年代初期达到巅峰，随后在主流电影制作中逐渐衰落，不过至今仍有新作问世。它被认为是后来砍杀电影类型的先驱，对其有重要影响。

## 文学
在意大利语中，“giallo”是一种小说类型，包括所有涉及犯罪和悬疑的文学体裁及其所有子类型，如犯罪作品、侦探故事、谋杀悬疑或惊悚恐怖。

“giallo”（黄色）一词源自蒙达多利出版集团从1929年起出版的一系列犯罪悬疑纸浆小说“Il Giallo Mondadori”（蒙达多利黄色），以其标志性的黄色封面背景命名。该系列几乎完全由英美作家创作的悬疑小说意大利文译本组成，有阿加莎·克里斯蒂、艾勒里·昆恩、埃德加·华莱士、艾德·麥克班恩、雷克斯·史陶特、埃德加·爱伦·坡和雷蒙·錢德勒等。
作为廉价的平装书，giallo小说的成功迅速引起了其他意大利出版社的注意，它们也开始出版自己的版本并模仿黄色封面。这些系列的受欢迎程度最终使“giallo”一词在意大利语中成为悬疑小说的同义词。在意大利的口语和媒体中，它也用于指代神秘或未解的事件。

## 电影
在电影语境中，对意大利观众来说，“giallo”指代所有类型的谋杀悬疑或恐怖惊悚片，无论其国别来源如何。
与此同时，对英语观众来说，“giallo”专门指代一种意大利出品的惊悚恐怖电影，这些影片在意大利观众中被称为“giallo all'italiana”。
在英语世界中，意大利giallo电影有时也被称为“spaghetti thrillers”（意大利面惊悚电影）或“spaghetti slashers”（意大利面砍杀电影），类似于同一时期的意大利式西部片和警匪片（poliziotteschi）分别被称为“spaghetti Westerns”（意大利面西部片）和“spaghetti crime films”（意大利面犯罪片）。
意大利电影的这个子类型起初是giallo悬疑小说的直接改编（参见英语条目“Giallo (1933 film)”）。导演们很快开始利用现代电影技术，创造出一种独特的类型，保留了giallo小说的悬疑和犯罪作品元素，但更接近于心理驚悚或心理恐怖类型。这些电影的许多典型特征后来被美国砍杀电影类型吸收。

### 特征

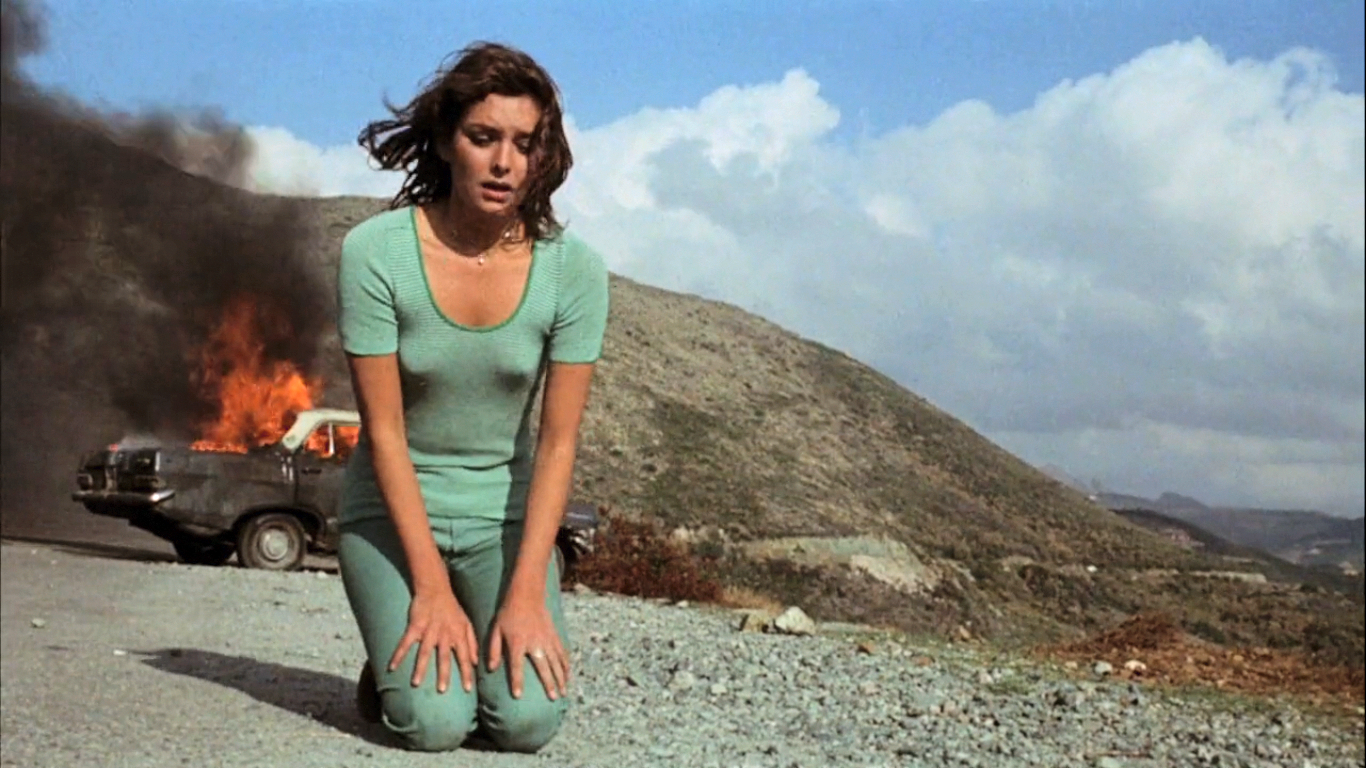
《靚女催情》（1972年）讲述了一位女性外来者在私人调查中被引向一个奇怪的环境

大多数评论家认为，giallo代表了一种具有典型主题和风格特征的独特类型，不过各评论家对其特点的具体描述略有不同（因此引发了一些关于哪些电影可以被视为gialli的混淆）。
尽管gialli通常涉及犯罪和侦探工作，但它们不应与另一种流行的意大利犯罪类型“poliziotteschi”混淆，后者更多是以動作为目標的关于暴力执法的电影，主要受美式电影如《警網鐵金剛》《緊急追捕令》《猛龍怪客》《教父》《衝突》和《霹靂神探》等的影响。导演和演员经常在这两种类型之间切换，并不只出现在某一种中，且两者之间存在一些重叠。虽然大多数poliziotteschi电影涉及有组织犯罪及警方对其的应对，不过该类型的一些早期电影则侧重于谋杀调查，尤其是关于女性在性行为的情况下被谋杀的案件。这些电影更具心理性，而非动作导向，且借鉴了gialli的各种主题和元素。例子有《对一个不容怀疑的公民的调查》（1970年）和《不，此案已完美告结》（No il caso è felicemente risolto，1973年）。有些电影甚至可以归入两者之中任一类型，如费尔南多·迪·莱奥（Fernando Di Leo）的《大屠杀的男孩们》（I ragazzi del massacro，1969年）和马西莫·达拉马诺（Massimo Dallamano）的《警方求助》（1974年）。

#### 结构

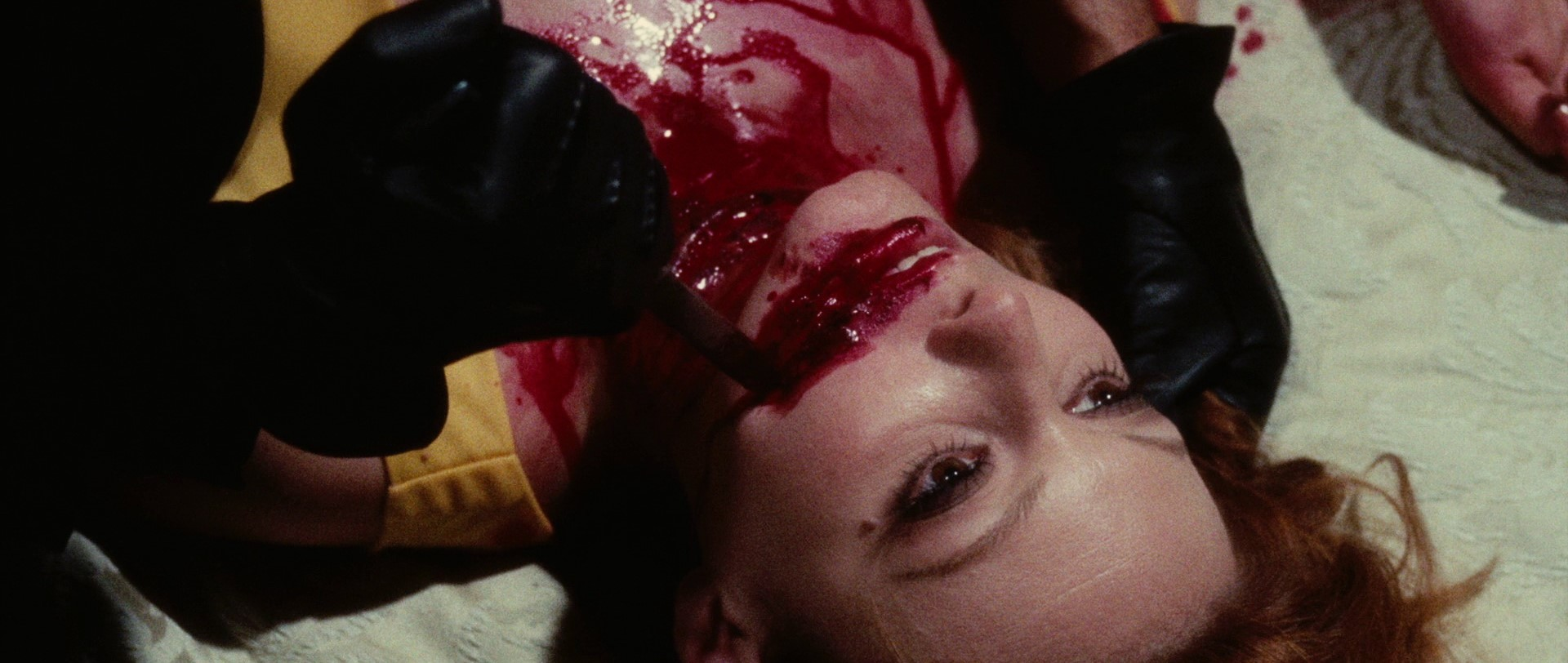
《刦寶殺手》（1971年）中的场景展示了许多gialli电影中常见的过度暴力

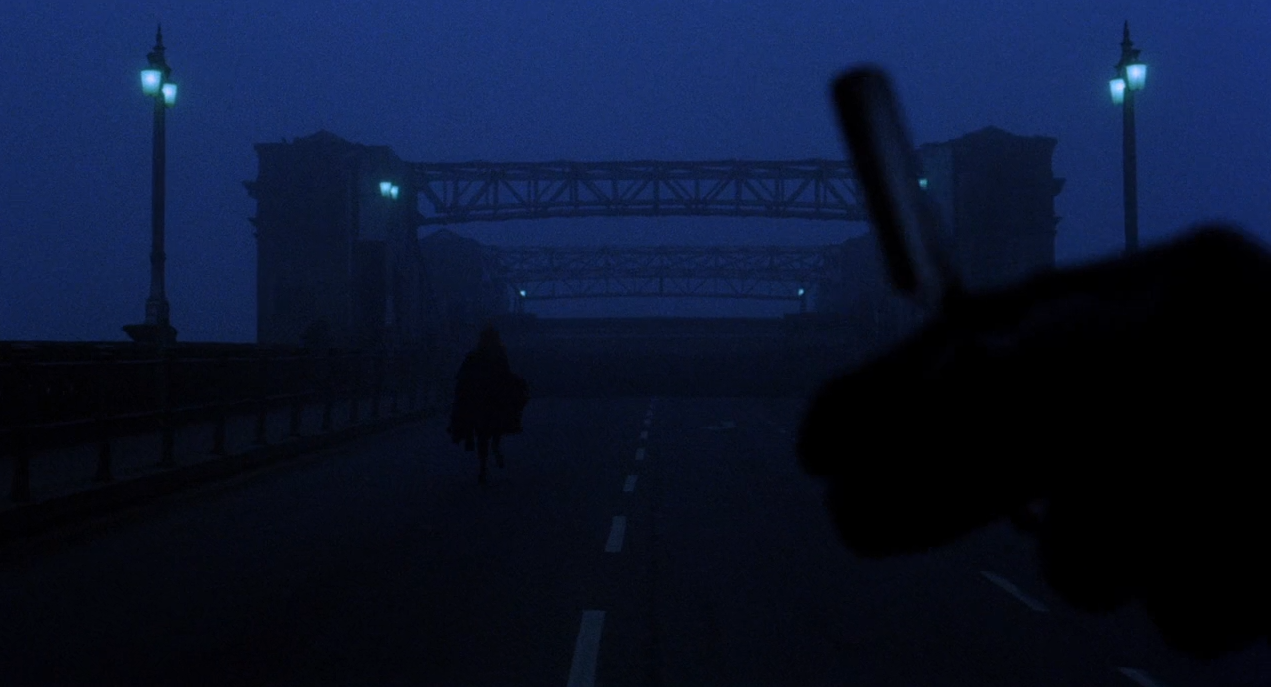
《辣手行兇》（1971年）中的追逐场景展现了阴影重重的氛围、黑手套杀手视角及剃刀

giallo电影通常被描述为血腥的谋杀悬疑惊悚片，将推理作品的悬疑元素与令人震惊的恐怖场景相结合，通常伴随过量的血腥画面、风格化的摄影手法以及刺耳的音乐编排。典型的giallo情节涉及一位神秘的黑手套变态杀手，跟踪并屠杀一連串美丽的女性。虽然大多数gialli涉及人类杀手，有些则涉及超自然元素。
典型的giallo主人公是某种类型的局外人，常是旅客、游客、弃儿，甚至是不合群或身败名裂的私家侦探，通常是一位年轻女性，往往孤独或身处陌生或异地环境（gialli极少或不太常见以执法人员为主要主角，这更符合poliziotteschi类型）。这些主角通常在谋杀开始前与案件无关，因亲眼目睹其中一桩谋杀而被卷入其中协助找出杀手。作家迈克尔·麦肯齐（Michael Mackenzie）写道，gialli可以分为以男性为主角的m. gialli，通常是男性局外人目击谋杀并在试图破解谜案时成为杀手目标；以及以女性为主角的f. gialli，更多是性行为和心理主题的故事，以女性的性欲、心理和脆弱精神状态为主。
悬疑点是杀手的身份，通常在高潮部分揭示出杀手其实是另一个关键角色，借助伪装来隐藏身份（通常是帽子、面具、太阳镜、手套和风衣的某种组合）。于是，giallo小说的“谁是凶手”元素得以保留，同时被融合到恐怖类型元素和意大利长期以来的歌剧和戏剧传统中。giallo电影的结构有时也令人联想到“怪异威胁”（weird menace）这种紙漿雜誌恐怖悬疑类型，结合了埃德加·爱伦·坡和阿加莎·克里斯蒂的风格。
值得注意的是，雖然大多數gialli都具有這種基本叙事结构的元素，但並非全部如此。有些電影（例如马里奥·巴瓦 Mario Bava 1970年的《血斧狂魔》主角是杀手）可能會從根本上改變傳統結構或完全放棄之，但不从叙事角度而从風格或主題角度来看，仍然被視為gialli。这种类型片的一个一贯特点是不注重故事的连贯性和逻辑性。雖然大多數都有名義上的神秘結構，但也可能有怪誕或看似無意義的情節元素，並且普遍忽視演技、对话和角色動機的现实主义。正如喬恩·艾布拉姆斯（Jon Abrams）所寫，“就個人而言，每部 [giallo] 都像是一場即興的謀殺練習，每個電影製片人都可以使用一些共享的道具和主題。黑色的手套、模糊的性別和精神分析的創傷可能是每部電影的核心，但這種類型本身并沒有一致的敘事形式。”

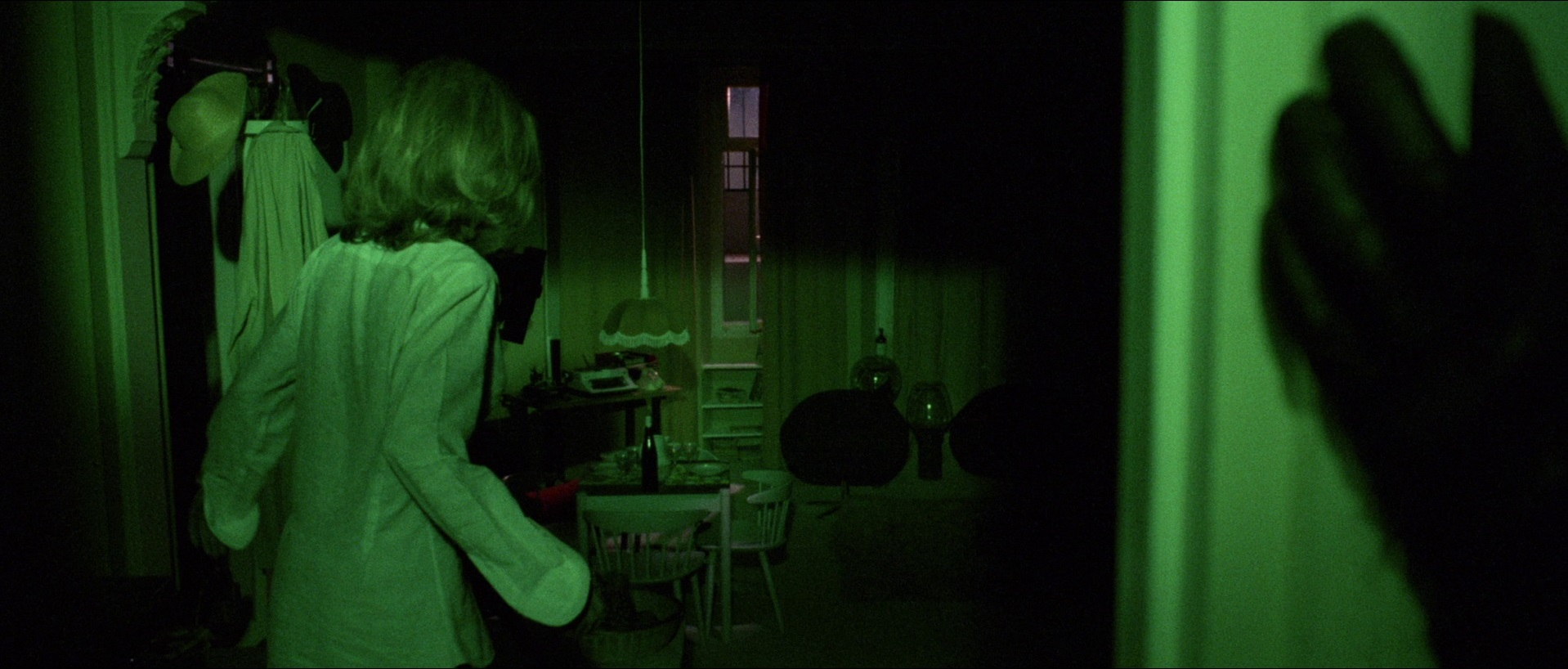
安妮塔·斯特林德伯格（Anita Strindberg）在《辣手殺人王》（1971年）中的场景，展示了giallo的标志性元素：戴黑手套的杀手视角、鲜艳的色彩和一名易受傷的年轻女子

#### 内容
虽然身处阴影中的杀手和悬疑叙事是大多数gialli的共同特征，不过最一致且显著的传统是对血腥死亡场景的关注。杀戮场面往往充满暴力和血腥，呈现出各种直观而富有创意的攻击。这些场景常带有某种窥视感，有时甚至会从杀手的第一人称视角展示，看到戴黑手套的手持刀具，从杀手的主观角度进行呈现。凶案往往发生在受害者最脆弱的时候（如洗澡或穿着较少时）；因此，这类电影通常有大量裸露和性爱场面，几乎全是美丽的年轻女子。与此类型有关的女演员有愛雲·芬芝、芭芭拉·巴赫（Barbara Bach）、达丽娅·尼科洛迪（Daria Nicolodi）、米姆西·法默（Mimsy Farmer）、芭芭拉·布彻特（Barbara Bouchet）、苏西·肯德尔（Suzy Kendall）、艾达·加利（Ida Galli）和安妮塔·斯特林德伯格（Anita Strindberg）。由于对裸露和暴力的刻意强调，这类影片有时被归类为剝削電影。女性的性欲和暴力的联系使得一些评论家指责该类型带有女性贬抑倾向。

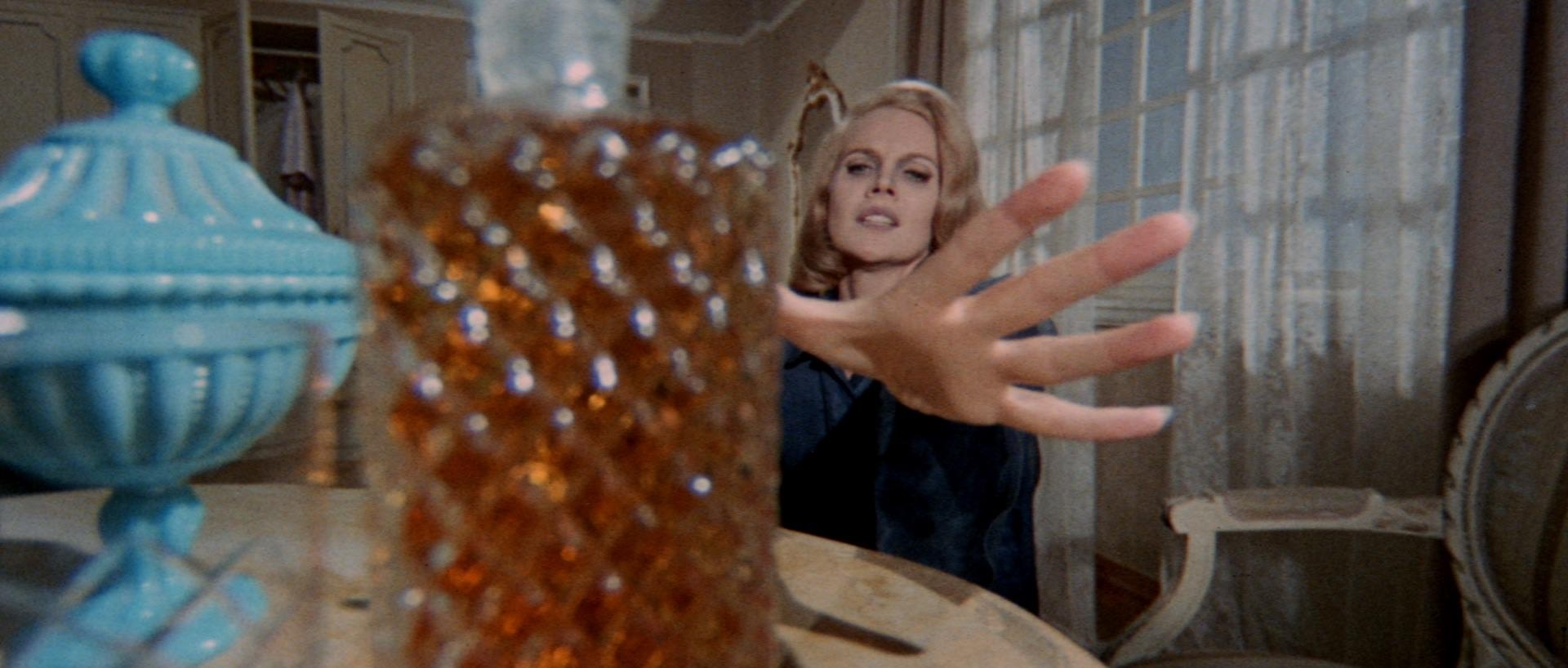
《狼心》（1969年）的主角是一位捲入心理與性行为衝突的女主角（卡萝尔·贝克飾）

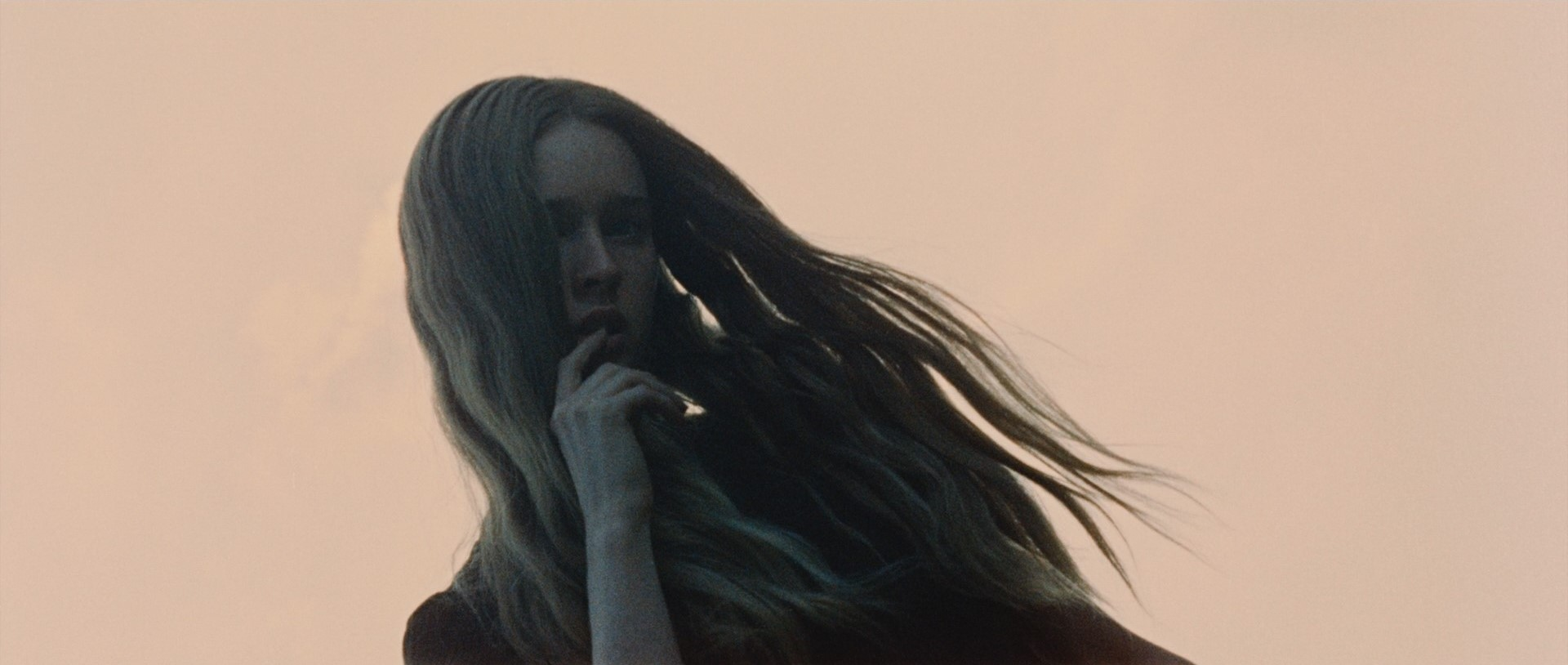
《連環摧花大煞星》（1972年）融合了女性性慾和過去心理創傷的主題，透過倒敘來突顯描繪

#### 主题
gialli以探讨疯狂、疏离、性欲和偏執的心理主题而著称。主角通常是残忍凶案的目击者，但其口供经常受到权威人物的怀疑论，从而导致对其自身感知和权威的质疑。这种对记忆和感知的模糊会导致错觉、幻觉甚至是妄想偏执。由于主角通常是女性，这可能导致如作家加里·李約瑟（Gary Needham）所說的“……giallo對女性氣質固有的病態化和對「病態」女性的迷戀”。不过杀手也可能是心理失常的；giallo中的杀手几乎总是因为过去的心理创伤，往往是与性相关的动机而行凶（有时透过闪回表现出来）。对疯狂行为和主观感知的強調源於giallo小说（例如，塞尔吉奥·马蒂诺 Sergio Martino 的《桃色大屠殺》就是基于埃德加·爱伦·坡的短篇小说《黑猫》，其叙述者心理不稳定）但也在电影技术中得以表现。作家米克爾·J·科文（Mikel J. Koven）認為，gialli反映了20世紀60年代社會劇變的現代性给意大利文化帶來的矛盾心理。
義大利文化內部的變化……在giallo電影中都可以被視為值得討論和辯論的話題——有關身份、性欲、日益增加的暴力程度、婦女對自己生活和身體的控制、歷史、國家的問題——所有這些抽象的想法，都在giallo電影中被描繪成人類的故事。

## 制作

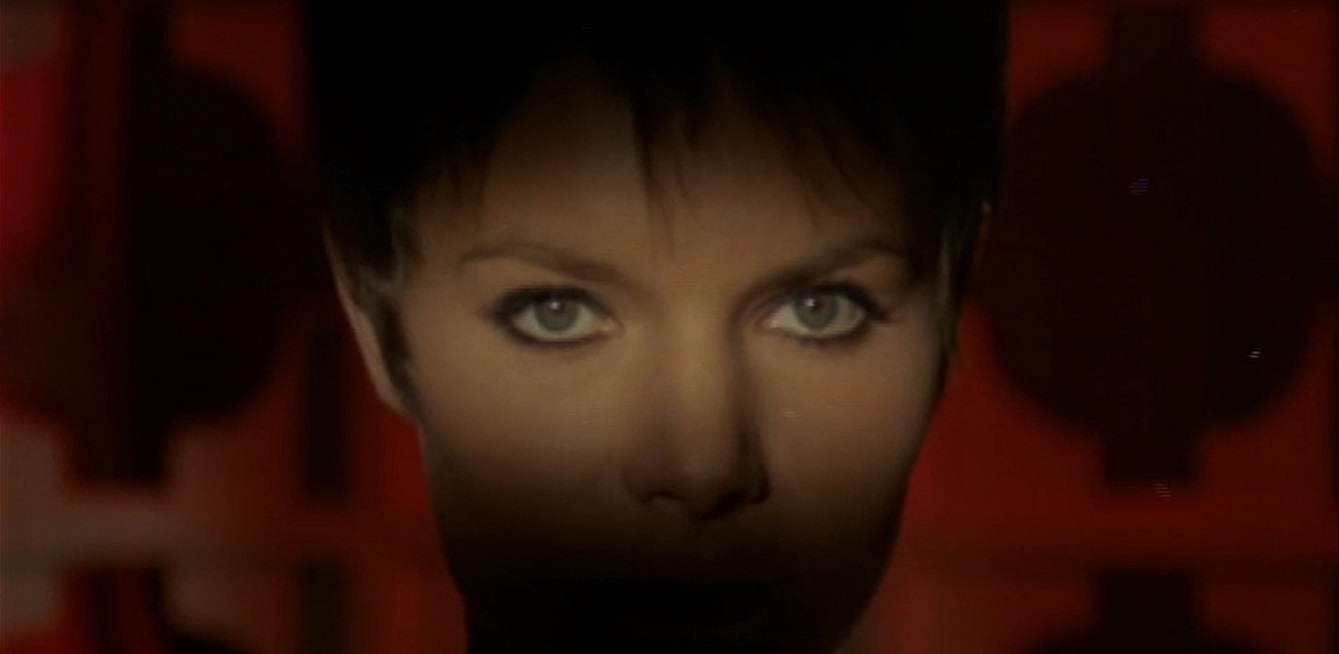
科莱特·德斯康贝（Colette Descombes）在《狼心》（1969年）中的一个场景，展示了时尚的视觉风格和对眼睛的特写

gialli以其强烈的电影技巧而著称，评论家们称赞其剪辑、制作设计、音乐和视觉风格，不过也有批评认为这一类型缺少角色塑造、可信的对话、切实的表演和叙事的逻辑一致性等。亚历克西亚·坎纳斯（Alexia Kannas）在评论1968年的《慾海狂潮美人血》时写道：“尽管该片因其极难理解的叙事（如同许多艺术电影一样）而获得声誉，其美学的辉煌还是不可否认的。”而莱昂·亨特（Leon Hunt）写道，常见的gialli导演達利歐·阿基多的作品“在艺术电影与剥削电影之间摇摆”。

### 视觉风格
gialli通常与强烈的技术摄影和时尚视觉效果相关联。评论家梅特兰·麦克唐纳（Maitland McDonagh）称《深夜止步》的视觉效果是“鲜艳的色彩和怪异的摄影角度，令人眩晕的平移镜头和夸张的跟踪拍摄，迷惑的构图和布景，对颤抖的眼睛和奇特物品（如刀具、玩偶、弹珠、编织的羊毛碎片）的恋物式特写……”。评论家罗伯托·库尔蒂（Roberto Curti）将gialli的视觉风格与反文化时代联系起来，称其为“充满迷幻配饰的流行狂欢”。除了标志性的戴黑手套的阴影杀手和血腥暴力的影像之外，gialli还常常采用强烈风格化甚至偶尔超现实的色彩运用。导演達利歐·阿基多和马里奥·巴瓦（Mario Bava）以他们印象派的画面和艳丽的色彩而闻名，不过其他giallo导演（尤其是卢乔·富尔奇）则采用更加沉稳、现实的风格。由于该类型常见的1970年代背景，一些评论家还指出它们在视觉上具有潜在的坎普风，特别是在时尚和裝飾方面。

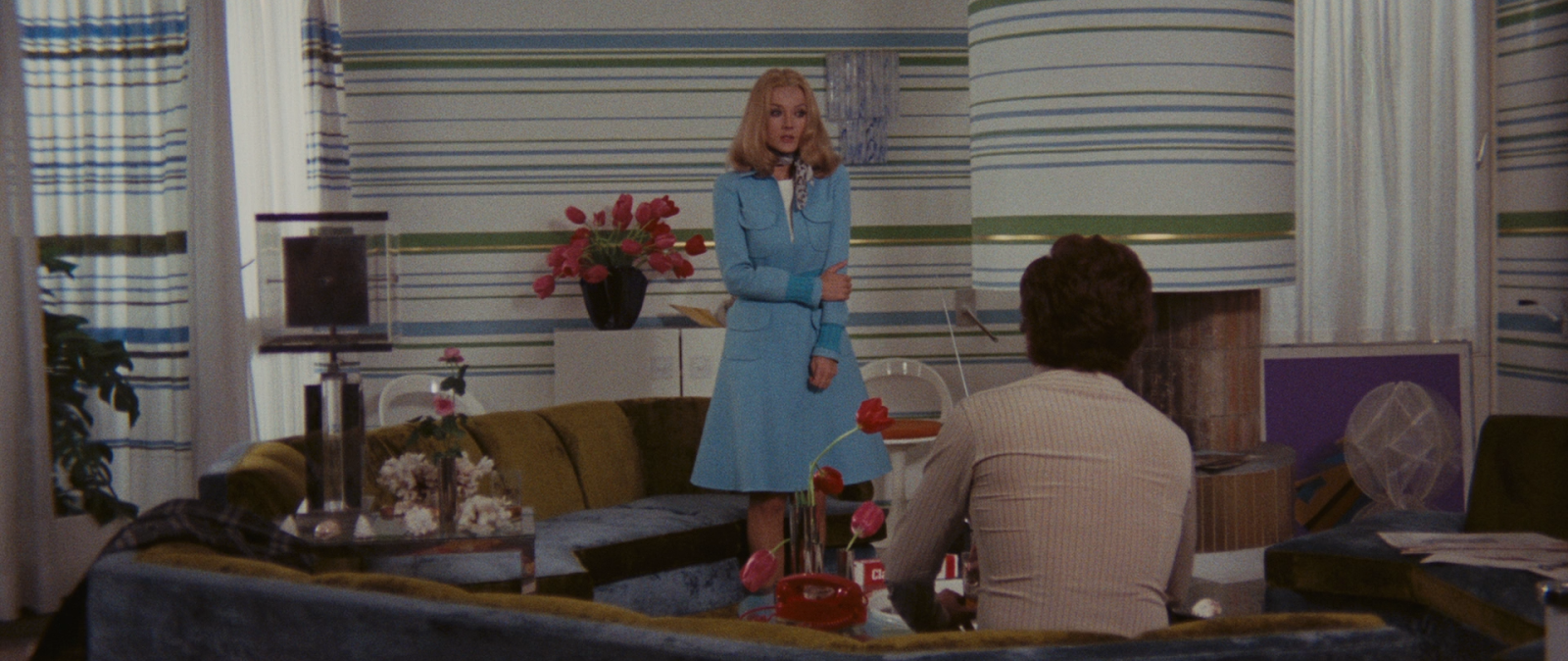
《紅皇后殺七次》（1972年）因其室内装潢和色彩缤纷的1970年代早期时尚而著称

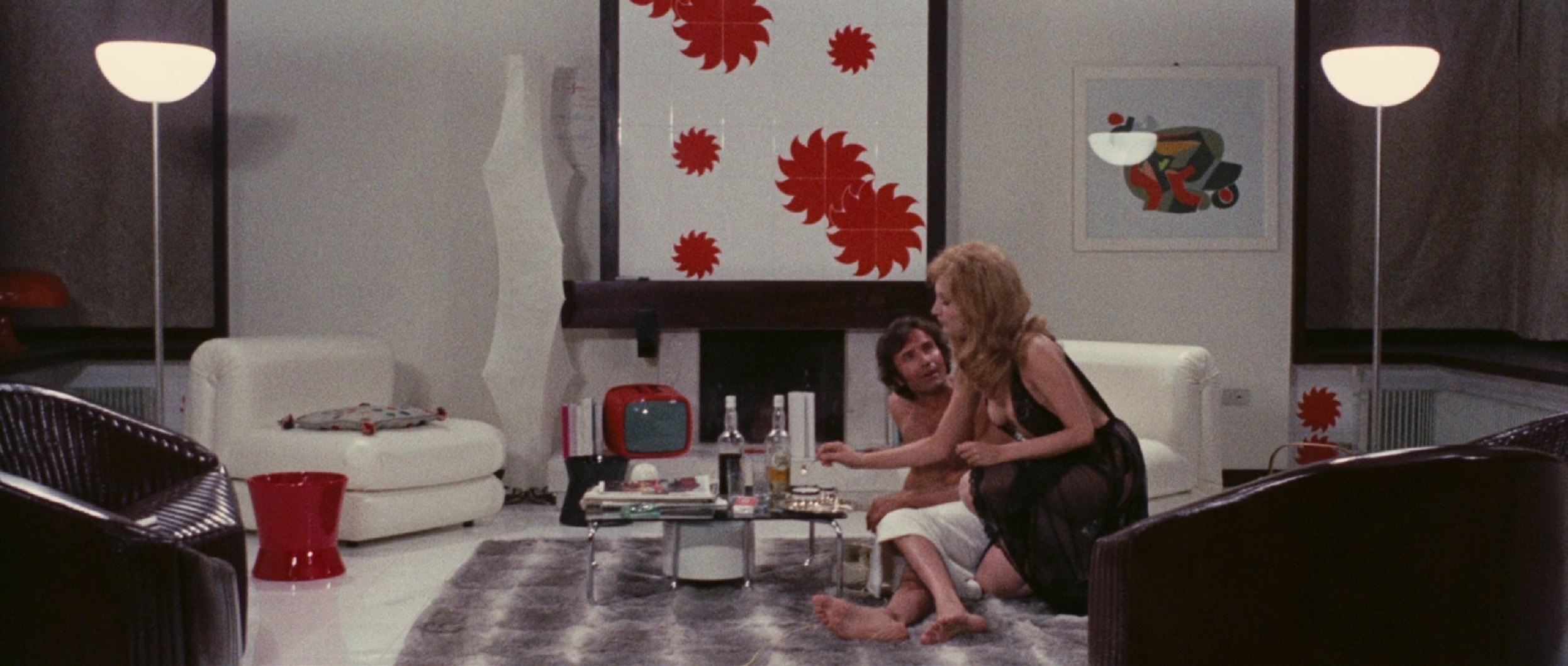
玛丽娜·马尔法蒂（Marina Malfatti）所饰角色在《鬼妻墓中来》（1971年）中的公寓装饰

### 音乐
音乐被认为是该类型独特魅力的关键之一；评论家梅特兰·麦克唐纳（Maitland McDonagh）形容《深夜止步》为“一种压倒性的感官体验……视觉与听觉并重”。作家安妮·比尔森（Anne Billson）解释道：“giallo的配乐通常是一种令人陶醉的混合体，融合了悠闲的休息室音乐、刺耳的纷乱和抚慰的抒情旋律，这种旋律掩盖了它实际上伴随着的场景，例如慢动作的斩首。”这是以恩尼奥·莫里科内在1971年《血蠅》中的配乐为例。许多著名的giallo配乐中有乐器演奏家亚历山德罗·阿莱萨德罗尼（Alessandro Alessandroni）及其演唱团体I Cantori Moderni，以及由埃达·德尔索（Edda Dell'Orso）或诺拉·奥兰迪（Nora Orlandi）演唱的无词女性人声，包括布鲁诺·尼科莱（Bruno Nicolai）为《我怕！達令》创作的配乐。其他知名的作曲家有莫里科内、尼科莱和意大利乐队Goblin。其他为giallo创作音乐的重要作曲家还有皮耶罗·乌米利亚尼（Piero Umiliani，为《辣手嬌娃》作曲）、里兹·欧特拉尼（《穿黄睡衣的女孩》）、诺拉·奥兰迪（《別怕！茱莉》）、斯泰尔维奥·奇普里亚尼（Stelvio Cipriani，《辣手行兇》）和法比奥·弗里齐（Fabio Frizzi，《鬼眼》）。

### 片名
gialli通常拥有华丽或巴洛克式的片名，频繁提到动物或使用数字。具體的例子有原名“Sette scialli di seta gialla”（港名《狂殺》，直譯“七條黃色絲綢披肩”）、“Non si sevizia un paperino”（《奪命怪客》，“你不要折磨一隻小鴨子”）、“La morte negli occhi del gatto”（《七屍八命》，“貓眼中的死亡”）、“La tarantola dal ventre nero”（《摧花奪命針》，“黑腹狼蛛”）和“Sette note in nero”（《鬼眼》，“黑色七音符”）等。

### 引用作品
- Kerswell, Justin A. . Chicago Review Press. 2012. ISBN 978-1-55652-010-5 （英语）.
- Lucas, Tim. . Video Watchdog. 2013. ISBN 978-0-9633756-1-2.